# Skibet skal sejle i nat
Skibet skal sejle i nat var Danmarks bidrag till Eurovision Song Contest 1957, och sjöngs på danska av Birthe Wilke och Gustav Winckler, och var Danmarks debut i Eurovisionsschlagerfestivalen. 
Låten framfördes som nionde bidraget under kvällens tävling. När röstningen var över hade bidraget tagit emot 10 poäng, vilket resulterade i en tredjeplacering av de 10 länderna i årets tävling.
Låten är en kärleksduett, där sångarna säger farväl innan en av dem  ger sig av till sjöss. Bidraget blev känt för den kyss som duon utbyter vid slutet av framförandet - den längsta kyss på scen i tävlingens historia.